# West Akim
West Akim är ett distrikt i Ghana.   Det ligger i regionen Östra regionen, i den södra delen av landet, 60 km nordväst om huvudstaden Accra. Antalet invånare är 167 548. Arean är 825 kvadratkilometer.
Terrängen i West Akim är platt åt sydväst, men åt nordost är den kuperad.